# Platycerus tieguanzi
Platycerus tieguanzi es una especie de coleóptero de la familia Lucanidae.

## Distribución geográfica
Habita en Sichuan (China).